# Paul Simonon

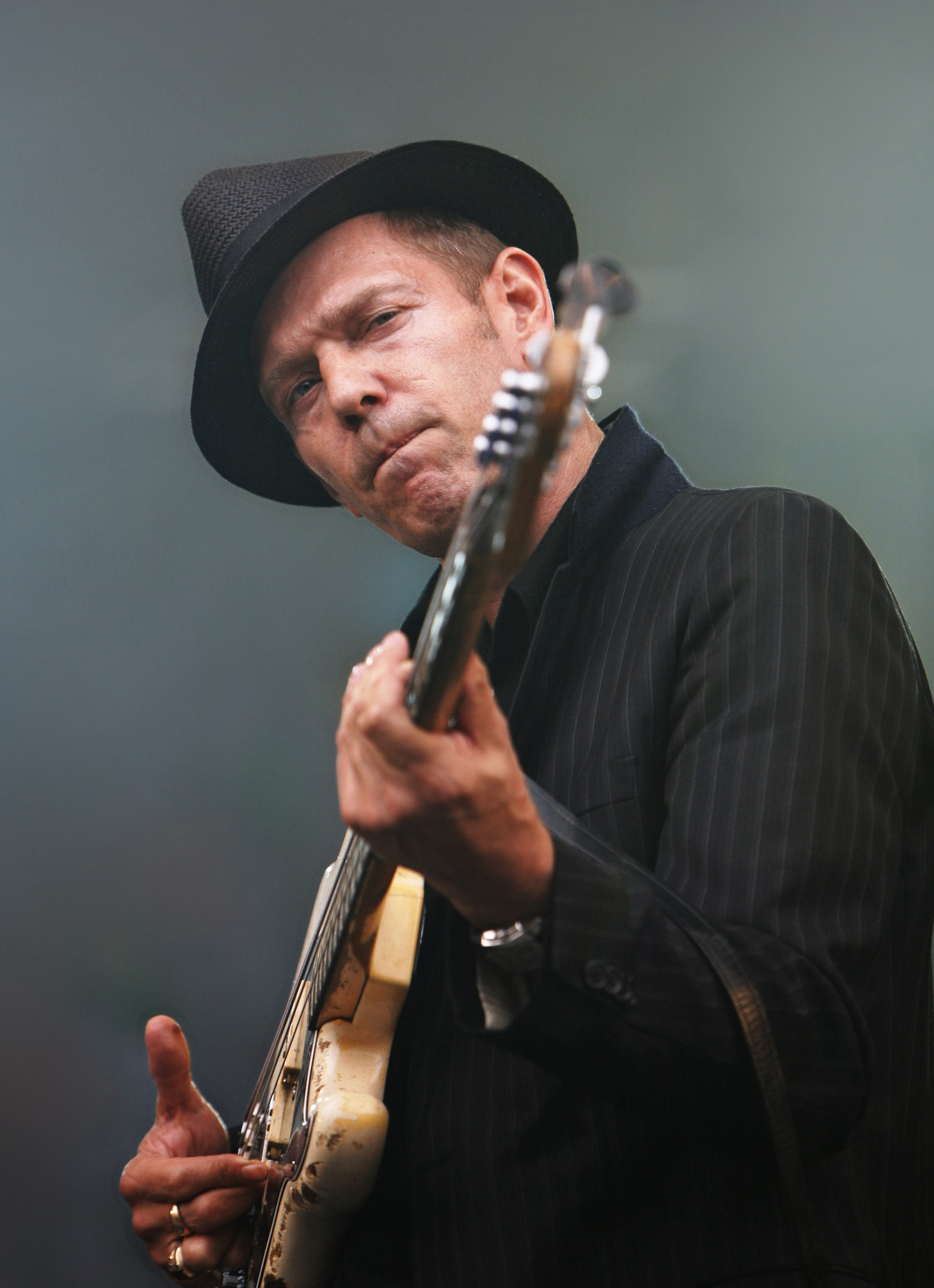
Paul Simonon (2007)

Paul Gustave Simonon (* 15. Dezember 1955 in Brixton, London) ist ein britischer Musiker. Er war Mitbegründer sowie Bassist und Sänger der britischen Punk-Band The Clash.

## Leben und Wirken
Bei The Clash schrieb und sang er drei Lieder selbst: Guns of Brixton, Crooked Beat und Red Angel Dragnet. Simonon spielte anfangs einen Rickenbacker, später einen Fender Precision Bass. Einen solchen zertrümmert er auch auf dem Cover der berühmten Clash-LP London Calling.
Nach The Clash gründete Paul Simonon die Band Havana 3AM, benannt nach einem Album des kubanischen Musikers Pérez Prado. Diese veröffentlichten 1991 eine LP mit dem Bandnamen als Titel. Simonon gestaltete das Cover des Albums. Die Aufnahme war nur ein mäßiger Erfolg. In den Vereinigten Staaten erreichte sie etwa nur Platz 169 der Charts.
Paul Simonon lebt heute als Maler in London. Am 26. Oktober 2006 wurde im Rahmen der ersten BBC Electric Proms eine Kollaboration mit Damon Albarn (Gorillaz, Blur) vorgestellt. Die Band The Good, the Bad and the Queen veröffentlichte Ende Januar 2007 das selbstbetitelte Album The Good, the Bad & the Queen, die erste Single Herculean erschien in Großbritannien am 30. Oktober 2006.